# Alexis Copello
Alexis Copello (Santiago de Cuba, 12 de agosto de 1985) es un atleta de origen cubano y nacionalidad azerbaiyana. Su especialidad es el triple salto y en su carrera deportiva ha ostentado el título panamericano, una medalla de bronce en el campeonato mundial y una medalla de plata en el campeonato europeo.

## Trayectoria

### Cuba
En representación de Cuba, Copello participó en los Juegos Olímpicos de Pekín 2008, en el que logró una marca de 17,09 m en fase de clasificación. Durante el Campeonato Mundial de Atletismo de 2009, se adjudicó la medalla de bronce con 17,36 m, y en Daegu 2011 terminó en la cuarta posición con una marca de 17,47 m. Ese mismo año, en Guadalajara, México, durante los Juegos Panamericanos, se alzó con la medalla de oro con una marca de 17,21 m.
El 2012 participó en los Juegos Olímpicos de Londres y se ubicó en la octava posición de la ronda final, con una marca de 16.92 m. El 2016 obtuvo uno de sus mejores resultados al ubicarse en el segundo puesto de la tabla general de la Liga de Diamante con 32 puntos acumulados.

### Azerbaiyán
A partir del año 2017 compite en representación de Azerbaiyán, y esa misma temporada asistió a su tercer campeonato del mundo el cual se realizó en Londres, y se ubicó en la quinta posición de la final con una marca de 17,16 m; mientras que en la reunión final de la Liga de Diamante fue también quinto al lograr un registro de 16,55 m. 
El 2018 acudió al campeonato europeo de Berlín, y ganó la medalla de plata con un registro de 16,93 m, mientras que en la final de la prueba por la Liga de Diamante en Bruselas fue séptimo con un salto de 16,20 m. 
En la Liga de Diamante 2019 ocupó el quinto puesto de la final de la prueba con una marca de 17,02 m, mientras que en el mundial celebrado en ese año en Doha fue séptimo con un registro de 17,10 m.
Su mejor marca personal es de 17,68 m, lograda en Ávila, España, el 17 de julio de 2011.